# Злодейская улица

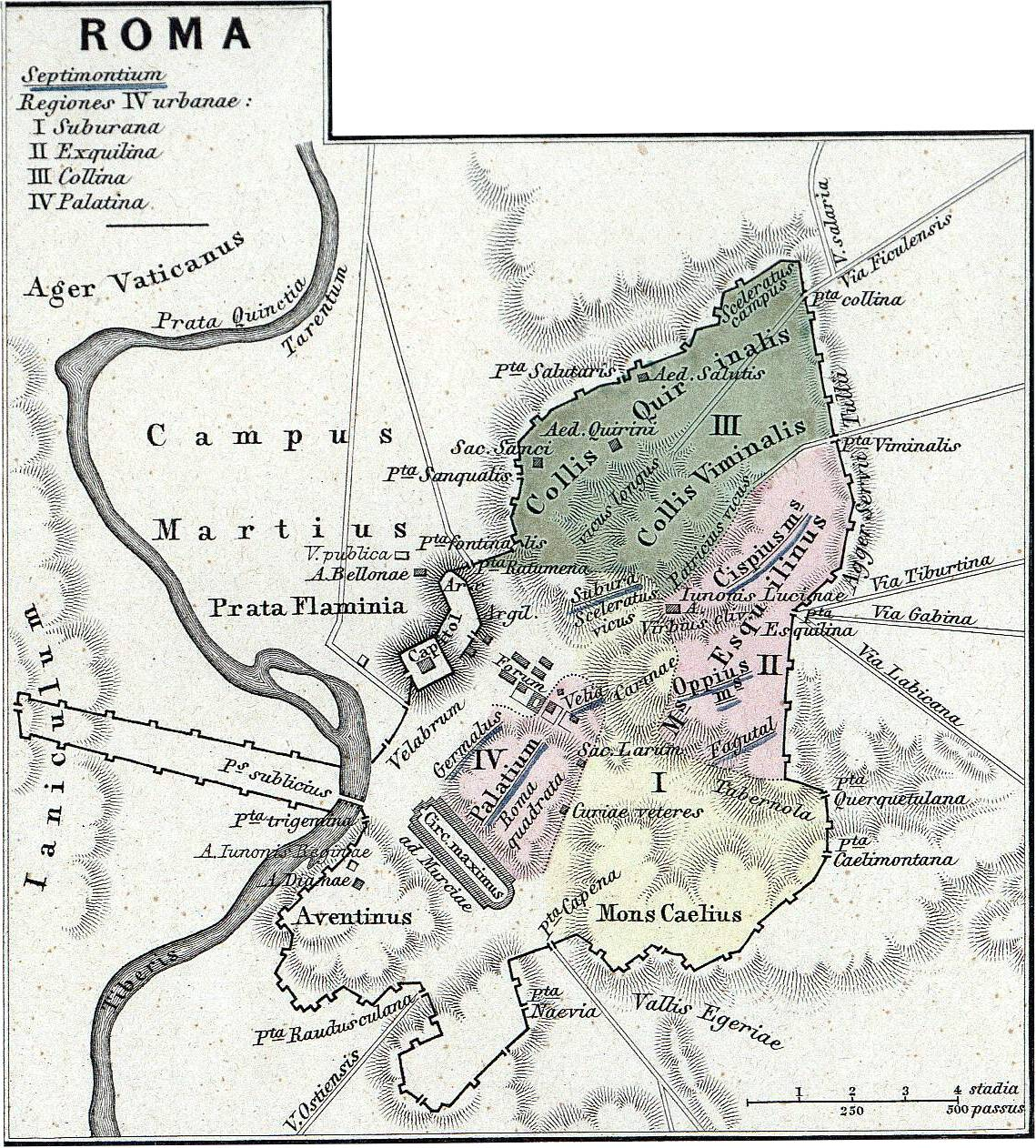
План Рима республиканского периода

Злодейская улица (лат. vicus sceleratus, «Запятнанная преступлением», «Злодейская улица») — улица в Древнем Риме.
Прежде называлась лат. Clivus Orbius (Urbius) и вела с лат. Carinae, западного окончания Эсквилинского холма к вершине Оппия. Названа так потому, что на ней был убит царь Сервий Туллий, там же его лежащее тело переехала на колеснице его младшая дочь Туллия, «спешащая вступить во владение домом отца».